# Anous stolidus
La sterna stolida bruna (Anous stolidus, Linnaeus 1758), è un uccello della famiglia dei Laridae.

## Sistematica
Anous stolidus possiede cinque sottospecie:
- A. stolidus galapagensis
- A. stolidus pileatus
- A. stolidus plumbeigularis
- A. stolidus ridgwayi
- A. stolidus stolidus

## Distribuzione e habitat
Questa sterna ha un vasto areale che comprende tutte le zone equatoriali e tropicali di tutti i continenti, esclusa l'Europa, in cui si incontra raramente in Germania e in Scandinavia durante l'estate. In Nord America si spinge di rado a nord della Sud Carolina; in Africa evita le coste desertiche e quelle del Mar Mediterraneo. Predilige le coste rocciose e sabbiose e le isole, ma si sposta anche in zone alberate e in terreni aperti durante il periodo di riproduzione.

## Galleria d'immagini

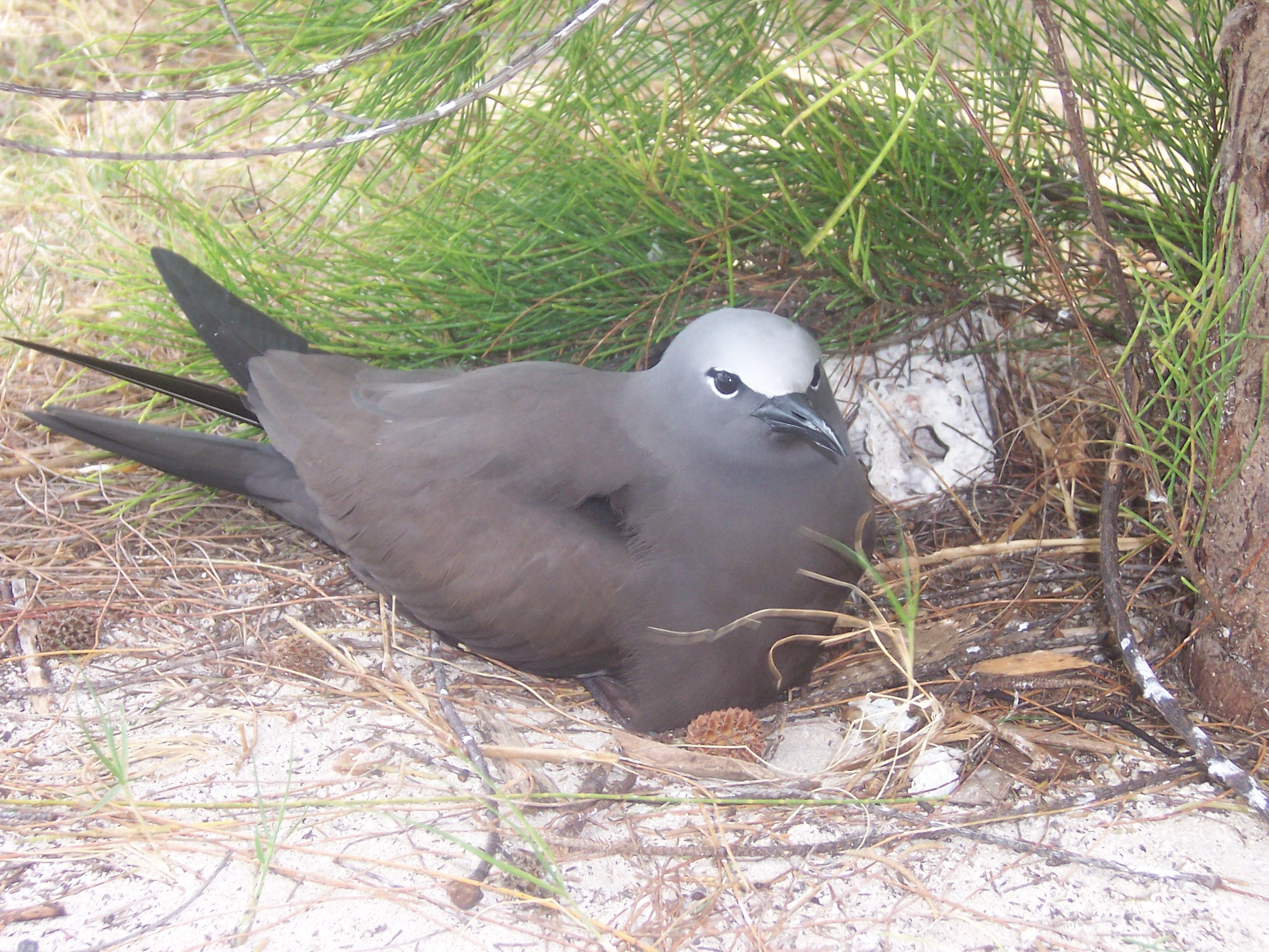
Anous stolidus a riposo sul terreno
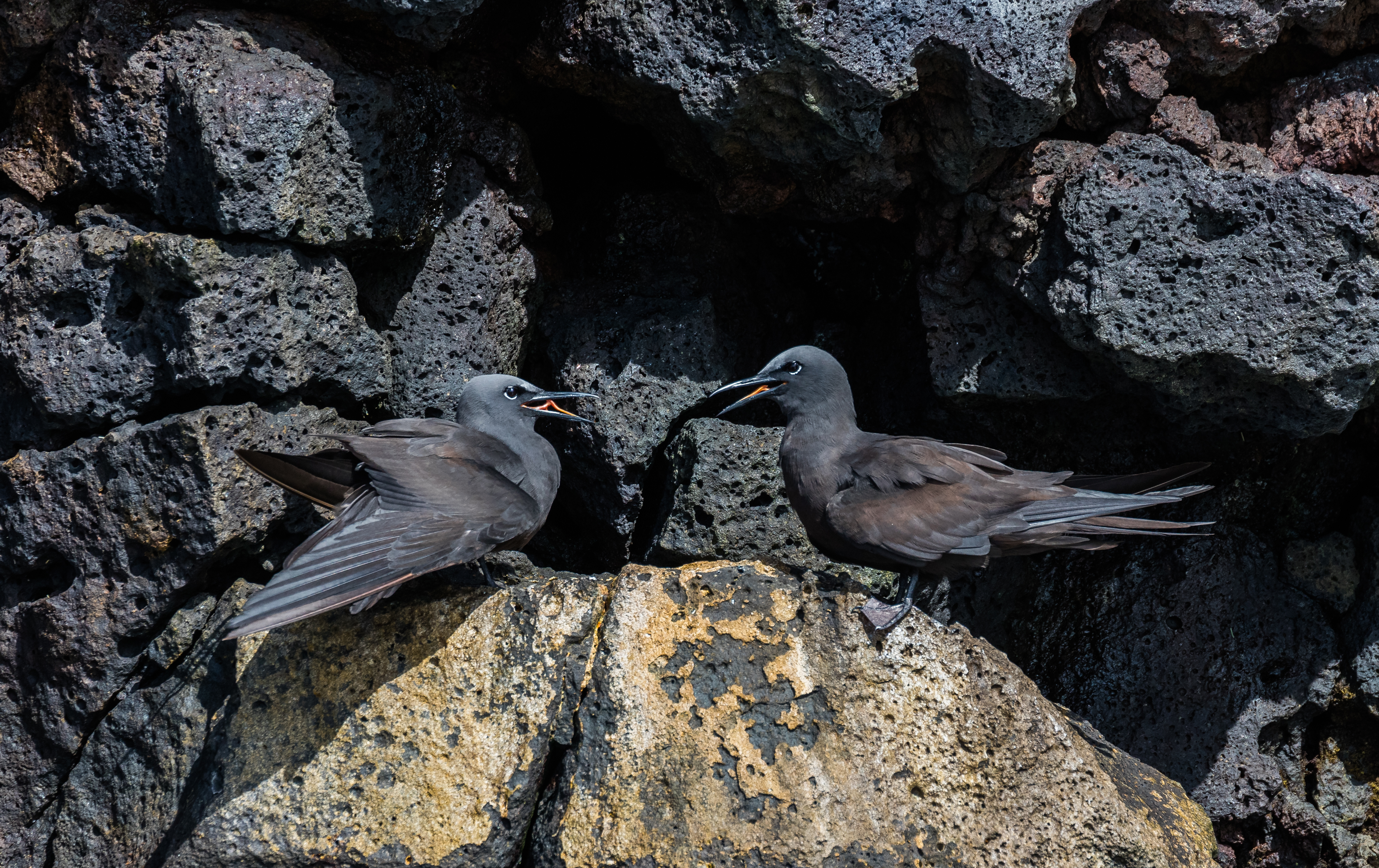
Anous stolidus galapagensis
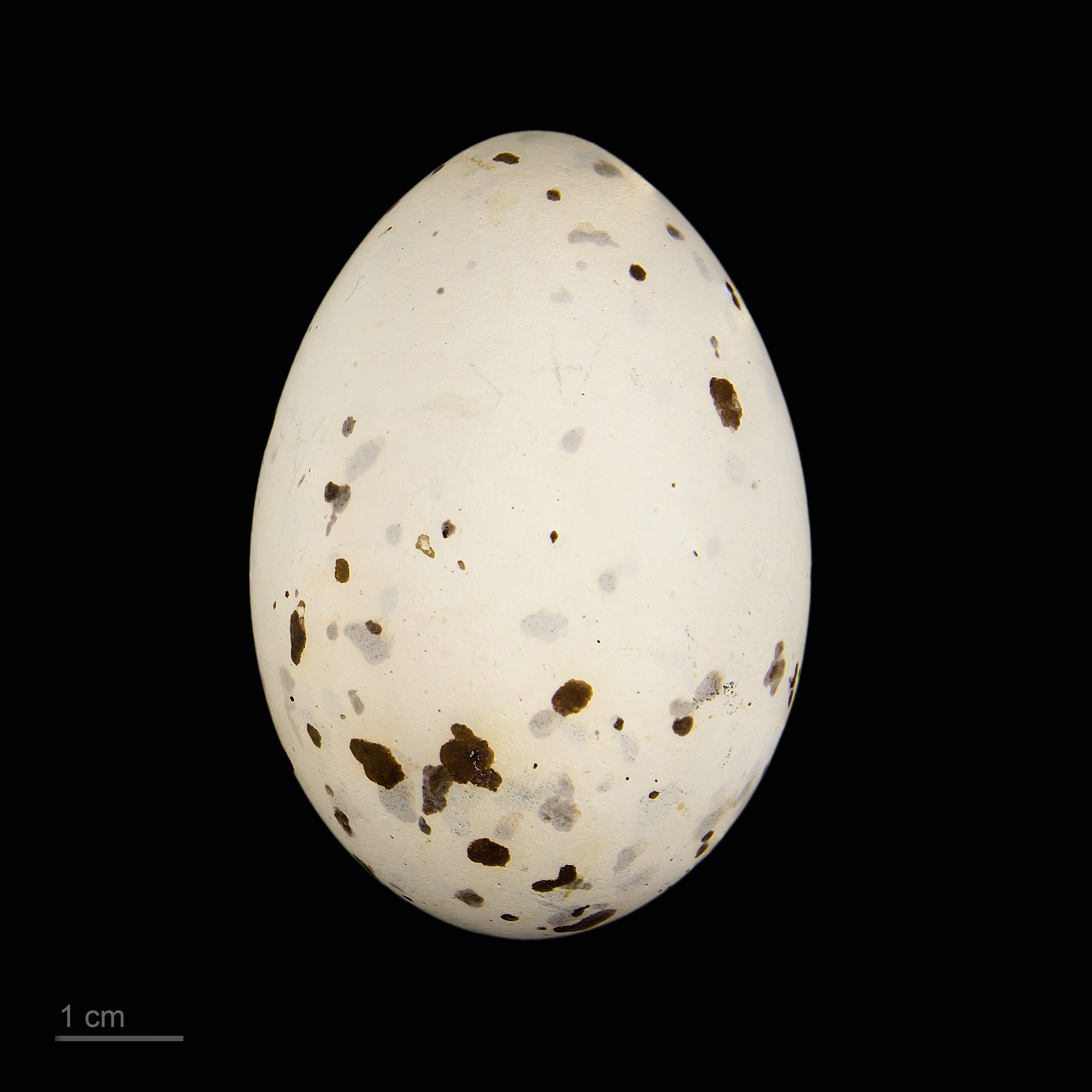
Museum specimen
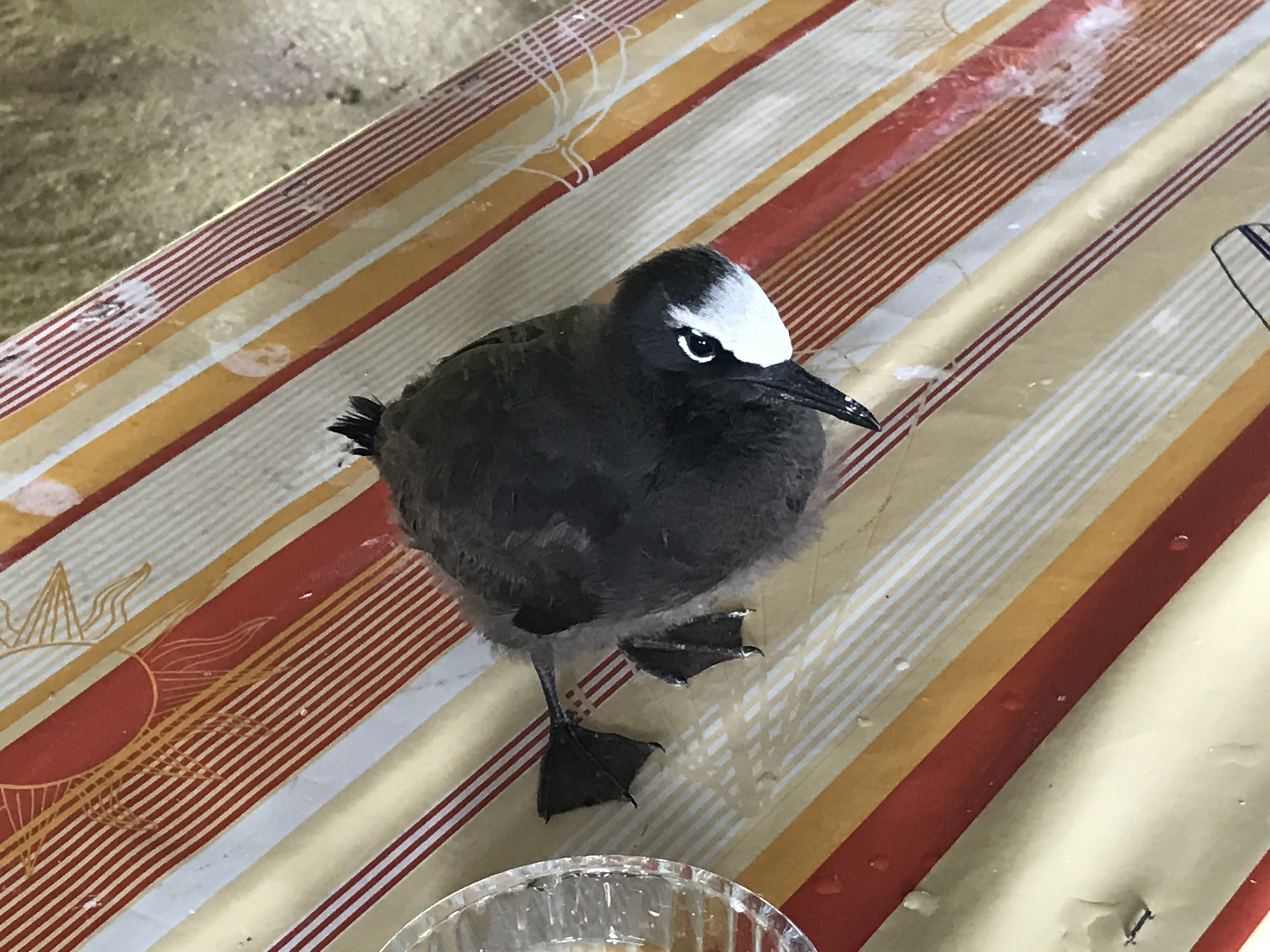
sull'isola di Tetiaroa